# Arano (Navarra)
Arano é um município da Espanha
na província e comunidade autónoma de Navarra. Tem 13,60 km² de área e em 2021 tinha 114 habitantes (densidade: 8,4 hab./km²).

## Demografia
| Variação demográfica do município entre 1991 e 2004 | Variação demográfica do município entre 1991 e 2004 | Variação demográfica do município entre 1991 e 2004 | Variação demográfica do município entre 1991 e 2004 |
| --------------------------------------------------- | --------------------------------------------------- | --------------------------------------------------- | --------------------------------------------------- |
| 1991                                                | 1996                                                | 2001                                                | 2004                                                |
| 168                                                 | 154                                                 | 134                                                 | 141                                                 |